# Joseba Andoni Aurrekoetxea Bergara
Joseba Andoni Aurrekoetxea Bergara (Bilbao, 1960) és un advocat i polític basc.
Llicenciat en Dret i expert en política social i serveis socials per la Universitat de Deusto, va ser membre de l'Executiva del Partit Nacionalista Basc a Biscaia (1992-2000).
Va ser tinent d'alcalde i regidor de l'ajuntament de Portugalete el 1987-1992, diputat per Biscaia a les eleccions al Parlament Basc de 1990 i 1994 i senador a les eleccions generals espanyoles de 2000.
Des del 2009 és vicepresident, a més de president de la comissió de control, de la Bilbao Bizkaia Kutxa. També forma part del consell d'Enagas.